# 2014年の映画
2014年の映画（2014ねんのえいが）では、2014年（平成26年）の映画分野の出来事（動向）について記述する。
2013年の映画 - 2014年の映画 - 2015年の映画

## 出来事

### 世界
- 1月12日 - 第71回ゴールデングローブ賞授賞式が行われ、ドラマ部門で『それでも夜は明ける』が、ミュージカル・コメディ部門で『アメリカン・ハッスル』が作品賞を受賞した。
- 1月18日 - 第20回全米映画俳優組合賞の結果が発表され、『アメリカン・ハッスル』がキャスト賞を受賞した。
- 2月6日-16日 - 第64回ベルリン国際映画祭が開催され、イタリアの『薄氷の殺人』が金熊賞を受賞した。
- 2月16日 - 第67回英国アカデミー賞の結果が発表され、『それでも夜は明ける』が作品賞を受賞した。
- 3月2日 - 第86回アカデミー賞の結果が発表され、『それでも夜は明ける』が作品賞を受賞した。
- 5月14日 - 25日 - 第67回カンヌ国際映画祭が開催され、トルコ映画の『雪の轍』がパルム・ドールを受賞した。
- 5月16日 - レジェンダリー・ピクチャーズ制作の『GODZILLA ゴジラ』がアメリカで公開され初日興行収入で3850万ドル（約39億円）を記録した。日本では7月25日に公開された。
- 6月21日 - 28日 - 第36回モスクワ国際映画祭が開催され、日本英画の『私の男』が最優秀作品賞と最優秀男優賞を受賞した。
- 8月26日 - 第66回エミー賞の授賞式がロサンゼルスで開催され、最終回を迎えたドラマ『ブレイキング・バッド』が、2年連続となる作品賞、主演男優賞など6部門を受賞した[1]。
- 8月21日 - 9月1日 - 第38回モントリオール世界映画祭が開催され、
- 8月27日 - 9月6日 - 第71回ヴェネツィア国際映画祭が開催され、スウェーデン・ノルウェー・フランス・ドイツ映画の『さよなら、人類』が金獅子賞を受賞した。
- 9月2日 - ハリウッド女優やモデルたちの携帯電話がハッキングされ、プライベートなヌード写真が流出（後にFBIが捜査をはじめた）[2]。
- 11月8日 - アメリカの映画芸術科学アカデミーが、日本の映画監督である宮崎駿にアカデミー名誉賞を授与した[3]。

### 日本
- 2月8日 - 第87回キネマ旬報ベスト・テンの授賞式が行われ、日本映画作品賞は『ペコロスの母に会いに行く』、外国映画作品賞は『愛、アムール』がそれぞれ受賞した。
- 2月11日 - 第56回ブルーリボン賞の授賞式が東京・イイノホールで行われ、作品賞は『横道世之介』が受賞した。
- 2月13日 - 第68回毎日映画コンクールの表彰式が川崎市のミューザ川崎シンフォニーホールで開催され、『舟を編む』が日本映画大賞を受賞した。
- 2月27日 - 3月3日 - ゆうばり国際ファンタスティック映画祭2014が開催された。
- 3月7日 - 第37回日本アカデミー賞の結果が発表され、『舟を編む』が最優秀作品賞を受賞した。
- 3月20日 - TOHOシネマズ日本橋が入ったコレド室町2がオープン。
- 8月25日 - アニメ映画『アナと雪の女王』が公開開始から24週目にして観客動員2,000万人を突破した[4]。
- 9月13日 - 9月25日 - 第36回ぴあフィルムフェスティバル(PFF)が東京国立近代美術館フィルムセンターにて開催され、
- 10月16日 - 女優の白石加代子とタレントのタモリが第62回菊池寛賞を受賞。
- 10月23日 - 10月31日 - 第27回東京国際映画祭（TIFF）が開催され、『神様なんかくそくらえ』が「東京サクラグランプリ」を受賞。
- 11月10日 - 俳優の高倉健が悪性リンパ腫のため死去（83歳没）[5]。次回作の映画『風に吹かれて』の準備の最中だった。2012年の映画『あなたへ』が遺作となった。
- 12月5日 - 平成ゴジラシリーズの特撮監督の川北紘一が肝不全のため死去（72歳没）。その3日後の12月8日に東宝は自社製作によるゴジラシリーズ新作を2016年に全国公開される事を発表した。川北は生前「ゴジラ映画をまた撮りたい」と語っていたが叶わぬ夢となった。

## 映画祭および映画賞授与
映画祭の日程、映画賞授与の日程

### 映画祭
| 日付           | 映画祭                       | 主催                       | 場所                                 | 参照   |
| -------------- | ---------------------------- | -------------------------- | ------------------------------------ | ------ |
| 1月16日-26日   | 2014年サンダンス映画祭       | Sundance Institute         | パークシティ、ユタ州、アメリカ合衆国 | [ 6 ]  |
| 2月6日-16日    | 第64回ベルリン国際映画祭     | ベルリン国際映画祭         | ベルリン、ドイツ                     | [ 7 ]  |
| 5月14日-25日   | 第67回カンヌ国際映画祭       | カンヌ国際映画祭           | カンヌ、フランス                     | [ 8 ]  |
| 8月27日-9月6日 | 第71回ヴェネツィア国際映画祭 | ヴェネツィア・ビエンナーレ | ヴェニス、イタリア                   | [ 9 ]  |
| 9月4日–14日    | 第39回トロント国際映画祭     | トロント国際映画祭         | トロント、カナダ                     | [ 10 ] |
| 10月23日-31日  | 第27回東京国際映画祭         | 公益財団法人ユニジャパン   | 東京                                 | [ 11 ] |

### 映画賞
| 日付    | イベント                               | 主催                                               | 開催場所                                         | 参照   |
| ------- | -------------------------------------- | -------------------------------------------------- | ------------------------------------------------ | ------ |
| 1月12日 | 第71回ゴールデングローブ賞             | Hollywood Foreign Press Association                | ビバリーヒルズ、カリフォルニア州、アメリカ合衆国 | [ 12 ] |
| 1月16日 | 第19回クリティクス・チョイス・アワード | Broadcast Film Critics Association                 | サンタモニカ、カリフォルニア州、アメリカ合衆国   | [ 13 ] |
| 1月18日 | 第20回全米映画俳優組合賞               | SAG-AFTRA                                          | ロサンゼルス、カリフォルニア州、アメリカ合衆国   | [ 14 ] |
| 2月16日 | 第67回英国アカデミー賞                 | 英国映画テレビ芸術アカデミー                       | ロンドン、イギリス                               | [ 15 ] |
| 2月23日 | 第18回サテライト賞                     | International Press Academy                        |                                                  | [ 16 ] |
| 2月26日 | 第39回セザール賞                       | French Academy of Cinema Arts and Techniques       | パリ、フランス                                   | [ 17 ] |
| 3月1日  | 第29回インディペンデント・スピリット賞 | インディペンデント・スピリット賞                   | サンタモニカ、カリフォルニア州、アメリカ合衆国   | [ 18 ] |
| 3月1日  | 第34回ゴールデンラズベリー賞           | ゴールデンラズベリー賞                             | サンタモニカ、カリフォルニア州、アメリカ合衆国   | [ 19 ] |
| 3月2日  | 第86回アカデミー賞                     | Academy of Motion Picture Arts and Sciences        | ロサンゼルス、カリフォルニア州、アメリカ合衆国   | [ 20 ] |
| 4月13日 | 2014年MTVムービー・アワード            | MTV                                                | ロサンゼルス、カリフォルニア州、アメリカ合衆国   |        |
| 6月     | 第40回サターン賞                       | Academy of Science Fiction, Fantasy & Horror Films | バーバンク、カリフォルニア州、アメリカ合衆国     | [ 21 ] |
| 12月    | 第27回ヨーロッパ映画賞                 | European Film Academy                              | リガ、ラトビア                                   | [ 22 ] |

## 全世界興行収入ランキング
| 順位 | 題名                                        | スタジオ                                            | 興行収入       |
| ---- | ------------------------------------------- | --------------------------------------------------- | -------------- |
| 1    | トランスフォーマー/ロストエイジ             | パラマウント映画                                    | $1,087,404,499 |
| 2    | ホビット 決戦のゆくえ                       | ワーナー・ブラザース / ニュー・ライン・シネマ / MGM | $939,504,782   |
| 3    | ガーディアンズ・オブ・ギャラクシー          | マーベル・スタジオズ                                | $774,176,600   |
| 4    | マレフィセント                              | ウォルト・ディズニー・ピクチャーズ                  | $758,410,378   |
| 5    | X-MEN:フューチャー&パスト                   | 20世紀フォックス                                    | $748,121,534   |
| 6    | ハンガー・ゲーム FINAL: レジスタンス        | ライオンズゲート・フィルムズ                        | $728,950,100   |
| 7    | キャプテン・アメリカ/ウィンター・ソルジャー | マーベル・スタジオズ                                | $714,083,572   |
| 8    | アメイジング・スパイダーマン2               | コロンビア ピクチャーズ                             | $708,982,323   |
| 9    | 猿の惑星: 新世紀                            | 20世紀フォックス                                    | $708,835,589   |
| 10   | インターステラー                            | パラマウント映画 / ワーナー・ブラザース             | $671,413,721   |

出典:“2014 Worldwide Box Office Results”.  Box Office Mojo. 2015年12月27日閲覧。

## 各大陸、各国ランキング

### 北米興行収入ランキング
| 順位 | 題名                                        | スタジオ                                            | 興行収入     |
| ---- | ------------------------------------------- | --------------------------------------------------- | ------------ |
| 1    | アメリカン・スナイパー                      | ワーナー・ブラザース                                | $350,126,372 |
| 2    | ハンガー・ゲーム FINAL: レジスタンス        | ライオンズゲート・フィルムズ                        | $337,135,885 |
| 3    | ガーディアンズ・オブ・ギャラクシー          | マーベル・スタジオズ                                | $333,176,600 |
| 4    | キャプテン・アメリカ/ウィンター・ソルジャー | マーベル・スタジオズ                                | $259,766,572 |
| 5    | LEGO ムービー                               | ワーナー・ブラザース                                | $257,760,692 |
| 6    | ホビット 決戦のゆくえ                       | ワーナー・ブラザース / ニュー・ライン・シネマ / MGM | $255,119,788 |
| 7    | トランスフォーマー/ロストエイジ             | パラマウント映画                                    | $245,439,076 |
| 8    | マレフィセント                              | ウォルト・ディズニー・ピクチャーズ                  | $241,410,378 |
| 9    | X-MEN:フューチャー&パスト                   | 20世紀フォックス                                    | $233,921,534 |
| 10   | ベイマックス                                | ウォルト・ディズニー・ピクチャーズ                  | $222,527,828 |

出典:“2014 Domestic Yearly Box Office Results”.  Box Office Mojo. 2015年12月27日閲覧。

### 日本興行収入ランキング
| 順位 | 題名                                                | 製作国             | 配給                 | 興行収入  |
| ---- | --------------------------------------------------- | ------------------ | -------------------- | --------- |
| 1    | アナと雪の女王                                      | アメリカ合衆国の旗 | ディズニー           | 255.0億円 |
| 2    | 永遠の0                                             | 日本の旗           | 東宝                 | 087.6億円 |
| 3    | STAND BY ME ドラえもん                              | 日本の旗           | 東宝                 | 083.8億円 |
| 4    | マレフィセント                                      | アメリカ合衆国の旗 | ディズニー           | 065.4億円 |
| 5    | るろうに剣心 京都大火編                             | 日本の旗           | ワーナー・ブラザース | 052.2億円 |
| 6    | テルマエ・ロマエII                                  | 日本の旗           | 東宝                 | 044.2億円 |
| 7    | るろうに剣心 伝説の最期編                           | 日本の旗           | ワーナー・ブラザース | 043.5億円 |
| 8    | ルパン三世VS名探偵コナン THE MOVIE                  | 日本の旗           | 東宝                 | 042.6億円 |
| 9    | 名探偵コナン 異次元の狙撃手                         | 日本の旗           | 東宝                 | 041.1億円 |
| 10   | ドラえもん 新・のび太の大魔境 〜ペコと5人の探検隊〜 | 日本の旗           | 東宝                 | 035.8億円 |

出典:2014年興行収入10億円以上番組 (PDF)  - 日本映画製作者連盟

## 日本の映画興行
- 入場者数 1億6112万人[23]
- 興行収入 2070億3400万円[23]

| 配給会社 | 本数 | 年間興行収入   | 前年対比 | 備考 |
| -------- | ---- | -------------- | -------- | --- |
| 松竹     | 18   | 0138億7640万円 | 141.6%   | 『ホットロード』・『超高速!参勤交代』・『小さいおうち』など自社企画・製作作品のヒット |
| 東宝     | 34   | 729億6541万円  | 108.4%   | 東宝歴代4位の年間興行収入 |
| 東映     | 27   | 116億1122万円  | 069.0%   | ヒットした『ONE PIECE FILM Z』・『ドラゴンボールZ 神と神』に代わる作品がなく、実写20億円超が『相棒 -劇場版III- 巨大密室! 特命係 絶海の孤島へ』、10億円超は『ふしぎな岬の物語』の各1本だけ。定番の『仮面ライダー』・『プリキュア』も2本のみ10億円超と微減傾向。 |

出典:「各社2014年の動向を見る」『キネマ旬報』2015年（平成27年）3月下旬号、キネマ旬報社、2015年、88 - 92頁。

## 受賞

### 主要映画賞
| カテゴリー/主催 | 第72回ゴールデングローブ賞 2015年1月11日                                                     | 第72回ゴールデングローブ賞 2015年1月11日                                                     | 第20回クリティクス・チョイス・アワード 2015年1月15日                                         | 第21回全米映画俳優組合賞 2015年1月25日                     | 第68回英国アカデミー賞 2015年2月8日                          | 第87回アカデミー賞 2015年2月22日                                                             |
| カテゴリー/主催 | ドラマ                                                                                       | ミュージカル/コメディ                                                                        | 第20回クリティクス・チョイス・アワード 2015年1月15日                                         | 第21回全米映画俳優組合賞 2015年1月25日                     | 第68回英国アカデミー賞 2015年2月8日                          | 第87回アカデミー賞 2015年2月22日                                                             |
| --------------- | -------------------------------------------------------------------------------------------- | -------------------------------------------------------------------------------------------- | -------------------------------------------------------------------------------------------- | ---------------------------------------------------------- | ------------------------------------------------------------ | -------------------------------------------------------------------------------------------- |
| 作品賞          | 『6才のボクが、大人になるまで。』                                                            | 『グランド・ブダペスト・ホテル』                                                             | 『6才のボクが、大人になるまで。』                                                            | N/A                                                        | 『6才のボクが、大人になるまで。』                            | 『バードマン あるいは（無知がもたらす予期せぬ奇跡）』                                        |
| 監督賞          | リチャード・リンクレイター 『6才のボクが、大人になるまで。』                                 | リチャード・リンクレイター 『6才のボクが、大人になるまで。』                                 | リチャード・リンクレイター 『6才のボクが、大人になるまで。』                                 | N/A                                                        | リチャード・リンクレイター 『6才のボクが、大人になるまで。』 | アレハンドロ・ゴンサレス・イニャリトゥ 『バードマン あるいは（無知がもたらす予期せぬ奇跡）』 |
| 主演男優賞      | エディ・レッドメイン 『博士と彼女のセオリー』                                                | マイケル・キートン 『バードマン あるいは（無知がもたらす予期せぬ奇跡）』                     | マイケル・キートン 『バードマン あるいは（無知がもたらす予期せぬ奇跡）』                     | エディ・レッドメイン 『博士と彼女のセオリー』              | エディ・レッドメイン 『博士と彼女のセオリー』                | エディ・レッドメイン 『博士と彼女のセオリー』                                                |
| 主演女優賞      | ジュリアン・ムーア 『アリスのままで』                                                        | エイミー・アダムス 『ビッグ・アイズ』                                                        | ジュリアン・ムーア 『アリスのままで』                                                        | ジュリアン・ムーア 『アリスのままで』                      | ジュリアン・ムーア 『アリスのままで』                        | ジュリアン・ムーア 『アリスのままで』                                                        |
| 助演男優賞      | J・K・シモンズ 『セッション』                                                                | J・K・シモンズ 『セッション』                                                                | J・K・シモンズ 『セッション』                                                                | J・K・シモンズ 『セッション』                              | J・K・シモンズ 『セッション』                                | J・K・シモンズ 『セッション』                                                                |
| 助演女優賞      | パトリシア・アークエット 『6才のボクが、大人になるまで。』                                   | パトリシア・アークエット 『6才のボクが、大人になるまで。』                                   | パトリシア・アークエット 『6才のボクが、大人になるまで。』                                   | パトリシア・アークエット 『6才のボクが、大人になるまで。』 | パトリシア・アークエット 『6才のボクが、大人になるまで。』   | パトリシア・アークエット 『6才のボクが、大人になるまで。』                                   |
| 脚色賞          | アレハンドロ・ゴンサレス・イニャリトゥ 『バードマン あるいは（無知がもたらす予期せぬ奇跡）』 | アレハンドロ・ゴンサレス・イニャリトゥ 『バードマン あるいは（無知がもたらす予期せぬ奇跡）』 | ギリアン・フリン 『ゴーン・ガール』                                                          | N/A                                                        | アンソニー・マッカーテン 『博士と彼女のセオリー』            | グレアム・ムーア 『イミテーション・ゲーム/エニグマと天才数学者の秘密』                       |
| 脚本賞          | アレハンドロ・ゴンサレス・イニャリトゥ 『バードマン あるいは（無知がもたらす予期せぬ奇跡）』 | アレハンドロ・ゴンサレス・イニャリトゥ 『バードマン あるいは（無知がもたらす予期せぬ奇跡）』 | アレハンドロ・ゴンサレス・イニャリトゥ 『バードマン あるいは（無知がもたらす予期せぬ奇跡）』 | N/A                                                        | ウェス・アンダーソン 『グランド・ブダペスト・ホテル』        | アレハンドロ・ゴンサレス・イニャリトゥ 『バードマン あるいは（無知がもたらす予期せぬ奇跡）』 |
| アニメ映画賞    | 『ヒックとドラゴン2』                                                                        | 『ヒックとドラゴン2』                                                                        | 『レゴ・ムービー』                                                                           | N/A                                                        | 『レゴ・ムービー』                                           | 『ベイマックス』                                                                             |
| 作曲賞          | 『博士と彼女のセオリー』 ヨハン・ヨハンソン                                                  | 『博士と彼女のセオリー』 ヨハン・ヨハンソン                                                  | 『バードマン あるいは（無知がもたらす予期せぬ奇跡）』 アントニオ・サンチェズ                 | N/A                                                        | 『グランド・ブダペスト・ホテル』 アレクサンドル・デスプラ    | 『グランド・ブダペスト・ホテル』 アレクサンドル・デスプラ                                    |
| 楽曲賞          | "Glory" 『グローリー/明日への行進』                                                          | "Glory" 『グローリー/明日への行進』                                                          | "Glory" 『グローリー/明日への行進』                                                          | N/A                                                        | N/A                                                          | "Glory" 『グローリー/明日への行進』                                                          |
| 外国語映画賞    | 『裁かれるは善人のみ』                                                                       | 『裁かれるは善人のみ』                                                                       | 『フレンチアルプスで起きたこと』                                                             | N/A                                                        | 『イーダ』                                                   | 『イーダ』                                                                                   |

- 第80回ニューヨーク映画批評家協会賞
  - 作品賞: 『6才のボクが、大人になるまで。』
  - 監督賞: リチャード・リンクレイター（『6才のボクが、大人になるまで。』）
  - 脚本賞: ウェス・アンダーソン（『グランド・ブダペスト・ホテル』）
  - 主演男優賞: ティモシー・スポール（『ターナー、光に愛を求めて』）
  - 主演女優賞: マリオン・コティヤール（『エヴァの告白』『サンドラの週末』）
- 第38回日本アカデミー賞
  - 最優秀作品賞 - 『永遠の0』
  - 最優秀監督賞 - 山崎貴（『永遠の0』）
  - 最優秀主演男優賞 - 岡田准一（『永遠の0』）
  - 最優秀主演女優賞 - 宮沢りえ（『紙の月』）
- 第57回ブルーリボン賞
  - 作品賞 - 『超高速!参勤交代』
  - 主演男優賞 - 浅野忠信（『私の男』）
  - 主演女優賞 - 安藤サクラ（『0.5ミリ』『百円の恋』）
  - 監督賞 - 呉美保（『そこのみにて光輝く』）
- 第88回キネマ旬報ベスト・テン
  - 外国映画第1位 - 『ジャージー・ボーイズ』
  - 日本映画第1位 -  『そこのみにて光輝く』
- 第69回毎日映画コンクール
  - 日本映画大賞 - 『私の男』

### 主要映画祭
- 第71回ヴェネツィア国際映画祭
  - 金獅子賞: 『さよなら、人類』（ロイ・アンダーソン監督）
  - 銀獅子賞（監督賞）: アンドレイ・コンチャロフスキー（『白夜と配達人』）
  - 男優賞: アダム・ドライバー（『ハングリー・ハーツ』）
  - 女優賞: アルバ・ロルヴァケル（『ハングリー・ハーツ』）
- 第67回カンヌ国際映画祭
  - パルム・ドール: 『雪の轍』（ヌリ・ビルゲ・ジェイラン監督）
  - グランプリ: 『夏をゆく人々』（アリーチェ・ロルヴァケル監督）
  - 審査員賞: 『Mommy/マミー』（グザヴィエ・ドラン監督）、『さらば、愛の言葉よ』 （ジャン＝リュック・ゴダール監督）
  - 男優賞: ティモシー・スポール（『ターナー、光に愛を求めて』）
  - 女優賞: ジュリアン・ムーア（『マップ・トゥ・ザ・スターズ』）
  - 監督賞: ベネット・ミラー（『フォックスキャッチャー』）
  - 脚本賞: アンドレイ・ズビャギンツェフ、オレグ・ネーギン（『裁かれるは善人のみ』）
- 第64回ベルリン国際映画祭
  - 金熊賞: 『薄氷の殺人』（ディアオ・イーナン監督）
  - 銀熊賞（審査員グランプリ）: 『グランド・ブダペスト・ホテル』（ウェス・アンダーソン監督）
  - 銀熊賞（監督賞）: リチャード・リンクレイター（『6才のボクが、大人になるまで。』）
  - 銀熊賞（脚本賞）：ディートリッヒ・ブリュッゲマン、アンナ・ブリュッゲマン （『十字架の道行き』）
  - 銀熊賞（男優賞）: リャオ・ファン（『薄氷の殺人』）
  - 銀熊賞（女優賞）: 黒木華（『小さいおうち』）

## 死去
| 日付 | 日付 | 名前                             | 出身国             | 年齢 | 職業                                 |
| 1月  | 1日  | ファニタ・ムーア                 | アメリカ合衆国の旗 | 99   | 女優                                 |
| 1月  | 2日  | バーナード・グラッサー           | アメリカ合衆国の旗 | 89   | プロデューサー                       |
| 1月  | 3日  | ソウル・ゼインツ                 | アメリカ合衆国の旗 | 92   | 映画監督・映画プロデューサー         |
| 1月  | 3日  | やしきたかじん                   | 日本の旗           | 64   | シンガーソングライター               |
| 1月  | 6日  | ラリー・D・マン                  | カナダの旗         | 91   | 俳優                                 |
| 1月  | 11日 | アーノルド・フォア               | イタリアの旗       | 97   | 俳優                                 |
| 1月  | 11日 | 淡路恵子                         | 日本の旗           | 80   | 女優                                 |
| 1月  | 14日 | リチャード・シェファード         | アメリカ合衆国の旗 | 86   | プロデューサー                       |
| 1月  | 14日 | 角田紘一                         | 日本の旗           | 74   | アニメーター                         |
| 1月  | 16日 | ロジャー・ロイド＝パック         | アメリカ合衆国の旗 | 69   | 俳優                                 |
| 1月  | 16日 | ラッセル・ジョンソン             | アメリカ合衆国の旗 | 89   | 俳優                                 |
| 1月  | 16日 | 高橋昌也                         | 日本の旗           | 83   | 俳優・演出家                         |
| 1月  | 17日 | 加藤精三                         | 日本の旗           | 86   | 声優                                 |
| 1月  | 22日 | ルイス・アヴァロス               | アメリカ合衆国の旗 | 67   | 俳優                                 |
| 1月  | 23日 | リズ・オルトラーニ               | イタリアの旗       | 87   | 作曲家                               |
| 1月  | 27日 | 永井一郎                         | 日本の旗           | 86   | 声優                                 |
| 1月  | 27日 | 塚田正昭                         | 日本の旗           | 73   | 声優                                 |
| 2月  | 1日  | マクシミリアン・シェル           | オーストリアの旗   | 83   | 俳優                                 |
| 2月  | 2日  | フィリップ・シーモア・ホフマン   | アメリカ合衆国の旗 | 46   | 俳優                                 |
| 2月  | 3日  | リチャード・ブル                 | アメリカ合衆国の旗 | 89   | 俳優                                 |
| 2月  | 10日 | シャーリー・テンプル             | アメリカ合衆国の旗 | 85   | 女優・歌手                           |
| 2月  | 10日 | 山本邦山                         | 日本の旗           | 76   | 尺八演奏家・作曲家・東京芸術大学教授 |
| 2月  | 12日 | シド・シーザー                   | アメリカ合衆国の旗 | 91   | 俳優                                 |
| 2月  | 13日 | ラルフ・ウェイト                 | アメリカ合衆国の旗 | 85   | 俳優                                 |
| 2月  | 13日 | 山本兼一                         | 日本の旗           | 57   | 小説家                               |
| 2月  | 15日 | クリストファー・マルコム         | スコットランドの旗 | 67   | 俳優                                 |
| 2月  | 16日 | ジミー・ムラカミ（村上輝明）     | アメリカ合衆国の旗 | 80   | アニメーター、監督                   |
| 2月  | 24日 | ハロルド・ライミス               | アメリカ合衆国の旗 | 69   | 監督・プロデューサー・俳優・脚本家   |
| 2月  | 26日 | 山本文郎                         | 日本の旗           | 79   | 元・TBSアナウンサー                  |
| 3月  | 3日  | 安井昌二                         | 日本の旗           | 85   | 俳優                                 |
| 3月  | 8日  | あきやまるな                     | 日本の旗           | 59   | 声優                                 |
| 3月  | 14日 | 宇津井健                         | 日本の旗           | 82   | 俳優                                 |
| 3月  | 15日 | 安西マリア                       | 日本の旗           | 60   | 歌手・女優                           |
| 3月  | 17日 | オズワルド・モリス               | イギリスの旗       | 98   | 撮影監督                             |
| 3月  | 21日 | ジェームズ・レブホーン           | アメリカ合衆国の旗 | 65   | 俳優                                 |
| 3月  | 22日 | パトリス・ワイモア               | アメリカ合衆国の旗 | 87   | 女優・歌手                           |
| 3月  | 26日 | 松本典子                         | 日本の旗           | 78   | 女優                                 |
| 3月  | 28日 | ロレンツォ・センプル・ジュニア   | アメリカ合衆国の旗 | 91   | 脚本家                               |
| 3月  | 30日 | 蟹江敬三                         | 日本の旗           | 69   | 俳優                                 |
| 4月  | 5日  | ジョン・ピネット                 | アメリカ合衆国の旗 | 50   | 俳優、コメディアン                   |
| 4月  | 6日  | メアリー・アンダーソン           | アメリカ合衆国の旗 | 94   | 女優                                 |
| 4月  | 6日  | ミッキー・ルーニー               | アメリカ合衆国の旗 | 93   | 俳優                                 |
| 4月  | 17日 | 鈴木晄                           | 日本の旗           | 85   | 編集技師                             |
| 4月  | 27日 | 神戸一郎                         | 日本の旗           | 75   | 歌手・俳優・実業家                   |
| 4月  | 29日 | ボブ・ホスキンス                 | イギリスの旗       | 71   | 俳優                                 |
| 4月  | 30日 | 渡辺淳一                         | 日本の旗           | 80   | 作家                                 |
| 4月  | 30日 | 葛井欣士郎                       | 日本の旗           | 88   | 映画・演劇プロデューサー             |
| 5月  | 1日  | アッシ・ダヤン                   | イスラエルの旗     | 68   | 俳優・監督・プロデューサー           |
| 5月  | 1日  | 矢田耕司                         | 日本の旗           | 81   | 声優                                 |
| 5月  | 2日  | エフレム・ジンバリスト・ジュニア | アメリカ合衆国の旗 | 95   | 俳優                                 |
| 5月  | 8日  | レツゴーじゅん                   | 日本の旗           | 68   | 漫才師・俳優                         |
| 5月  | 12日 | コーネル・ボーチャーズ           | ドイツの旗         | 89   | 女優                                 |
| 5月  | 12日 | H・R・ギーガー                   | スイスの旗         | 74   | 特撮・デザイナー                     |
| 5月  | 15日 | 鈴木則文                         | 日本の旗           | 80   | 映画監督・脚本家                     |
| 5月  | 18日 | ゴードン・ウィリス               | アメリカ合衆国の旗 | 82   | 撮影監督                             |
| 5月  | 25日 | ハーブ・ジェフリーズ             | アメリカ合衆国の旗 | 100  | 俳優・歌手                           |
| 5月  | 25日 | バニー・イェーガー               | アメリカ合衆国の旗 | 85   | モデル・写真家・女優                 |
| 5月  | 28日 | マヤ・アンジェロウ               | アメリカ合衆国の旗 | 86   | 作家・詩人・女優                     |
| 5月  | 29日 | カールハインツ・ベーム           | ドイツの旗         | 86   | 俳優                                 |
| 5月  | 30日 | ジョーン・ロリング               | アメリカ合衆国の旗 | 86   | 女優                                 |
| 5月  | 31日 | マーサ・ハイヤー                 | アメリカ合衆国の旗 | 89   | 女優                                 |
| 6月  | 1日  | アン・デイビス                   | アメリカ合衆国の旗 | 88   | 女優                                 |
| 6月  | 4日  | 林隆三                           | 日本の旗           | 70   | 俳優                                 |
| 6月  | 7日  | ジャック・エルラン               | フランスの旗       | 86   | 俳優                                 |
| 6月  | 8日  | ヴェロニカ・ラザール             | /                  | 75   | 女優                                 |
| 6月  | 9日  | リック・メイヨール               | イギリスの旗       | 56   | コメディアン・俳優                   |
| 6月  | 11日 | ルビー・ディー                   | アメリカ合衆国の旗 | 91   | 女優                                 |
| 6月  | 11日 | 森田富士郎                       | 日本の旗           | 86   | 撮影監督                             |
| 6月  | 12日 | カーラ・レムリ                   | ドイツの旗         | 104  | 女優                                 |
| 6月  | 15日 | ジャック・ベルジュラック         | フランスの旗       | 87   | 俳優                                 |
| 6月  | 20日 | 横山あきお                       | 日本の旗           | 83   | 俳優・コメディアン                   |
| 6月  | 21日 | 深町幸男                         | 日本の旗           | 83   | 映画監督                             |
| 6月  | 24日 | イーライ・ウォラック             | アメリカ合衆国の旗 | 98   | 俳優                                 |
| 6月  | 27日 | 斎藤晴彦                         | 日本の旗           | 73   | 俳優                                 |
| 6月  | 28日 | メシャック・テイラー             | アメリカ合衆国の旗 | 67   | 俳優                                 |
| 6月  | 29日 | ダーモット・ヒーリー             | アイルランドの旗   | 66   | 小説家・劇作家                       |
| 6月  | 30日 | ボブ・ヘイスティングス           | アメリカ合衆国の旗 | 89   | 俳優                                 |
| 6月  | 30日 | ポール・マザースキー             | アメリカ合衆国の旗 | 84   | 映画監督・脚本家・俳優               |
| 7月  | 5日  | ノエル・ブラック                 | アメリカ合衆国の旗 | 77   | 映画監督                             |
| 7月  | 5日  | ローズマリー・マーフィ           | アメリカ合衆国の旗 | 89   | 女優                                 |
| 7月  | 6日  | デイブ・レジェノ                 | イギリスの旗       | 76   | 俳優                                 |
| 7月  | 7日  | ディッキー・ジョーンズ           | アメリカ合衆国の旗 | 87   | 俳優・声優                           |
| 7月  | 10日 | ゾーラ・シーガル                 | インドの旗         | 102  | 女優・振付師                         |
| 7月  | 14日 | トム・ロルフ                     | スウェーデンの旗   | 82   | 編集技師                             |
| 7月  | 17日 | エレイン・ストリッチ             | アメリカ合衆国の旗 | 89   | 女優                                 |
| 7月  | 18日 | ディトマール・シェーンハー       | ドイツの旗         | 88   | 俳優                                 |
| 7月  | 9日  | ジェームズ・ガーナー             | アメリカ合衆国の旗 | 86   | 俳優                                 |
| 7月  | 9日  | スカイ・マッコール・バートシアク | アメリカ合衆国の旗 | 21   | 女優                                 |
| 7月  | 23日 | ドラ・ブライアン                 | イギリスの旗       | 91   | 女優                                 |
| 7月  | 28日 | ジェームズ・シゲタ               | アメリカ合衆国の旗 | 85   | 俳優                                 |
| 7月  | 30日 | ディック・スミス                 | アメリカ合衆国の旗 | 92   | メイクアップアーティスト             |
| 7月  | 30日 | 仲村秀生                         | 日本の旗           | 79   | 声優                                 |
| 8月  | 5日  | マリリン・バーンズ               | アメリカ合衆国の旗 | 65   | 女優                                 |
| 8月  | 8日  | メナヘム・ゴーラン               | イスラエルの旗     | 85   | 映画監督、映画プロデューサー         |
| 8月  | 9日  | エド・ネルソン                   | アメリカ合衆国の旗 | 85   | 俳優                                 |
| 8月  | 11日 | ロビン・ウィリアムズ             | アメリカ合衆国の旗 | 63   | 俳優・コメディアン                   |
| 8月  | 11日 | 嵯峨京子                         | 日本の旗           | 73   | 女優                                 |
| 8月  | 12日 | ローレン・バコール               | アメリカ合衆国の旗 | 89   | 女優                                 |
| 8月  | 19日 | ブライアン・G・ハットン          | アメリカ合衆国の旗 | 79   | 俳優・映画監督                       |
| 8月  | 24日 | リチャード・アッテンボロー       | イギリスの旗       | 90   | 映画監督・俳優                       |
| 8月  | 26日 | 曾根中生                         | 日本の旗           | 76   | 映画監督                             |
| 8月  | 28日 | 米倉斉加年                       | 日本の旗           | 80   | 俳優・演出家・絵本作家・絵師         |
| 8月  | 30日 | アンドリュー・V・マクラグレン    | アメリカ合衆国の旗 | 94   | 映画監督                             |
| 9月  | 1日  | ゴットフリード・ジョン           | ドイツの旗         | 72   | 俳優                                 |
| 9月  | 4日  | ドナタス・バニオニス             | リトアニアの旗     | 90   | 俳優                                 |
| 9月  | 4日  | ジョーン・リヴァース             | アメリカ合衆国の旗 | 81   | コメディアン                         |
| 9月  | 5日  | カレル・サーニー                 | チェコの旗         | 92   | 美術監督                             |
| 9月  | 6日  | 山口洋子                         | 日本の旗           | 77   | 作家・作詞家                         |
| 9月  | 7日  | 山口淑子                         | 日本の旗           | 94   | 歌手・女優・政治家                   |
| 9月  | 7日  | ドン・キーファー                 | アメリカ合衆国の旗 |      | 俳優                                 |
| 9月  | 10日 | リチャード・キール               | 不明の旗           | 74   | 俳優                                 |
| 9月  | 12日 | ドナルド・シンデン               | アメリカ合衆国の旗 | 90   | 俳優                                 |
| 9月  | 20日 | ポリー・バーゲン                 | アメリカ合衆国の旗 | 84   | 女優                                 |
| 9月  | 20日 | ジョルジュ・シュルイツァー       | オランダの旗       | 82   | 映画監督                             |
| 9月  | 30日 | 家弓家正                         | 日本の旗           | 80   | 声優                                 |
| 10月 | 5日  | ミスティ・アッパム               | アメリカ合衆国の旗 | 32   | 女優                                 |
| 10月 | 6日  | マリアン・セルデス               | アメリカ合衆国の旗 | 86   | 女優                                 |
| 10月 | 9日  | ジャン・フックス                 | アメリカ合衆国の旗 | 57   | 女優                                 |
| 10月 | 14日 | エリザベス・ペーニャ             | アメリカ合衆国の旗 | 55   | 女優                                 |
| 10月 | 15日 | マリー・デュボワ                 | フランスの旗       | 77   | 女優                                 |
| 10月 | 17日 | 中川安奈                         | 日本の旗           | 49   | 女優                                 |
| 10月 | 20日 | オックス・ベーカー               | アメリカ合衆国の旗 | 80   | プロレスラー・俳優                   |
| 10月 | 25日 | マーシャ・ストラスマン           | アメリカ合衆国の旗 | 66   | 女優                                 |
| 11月 | 1日  | 弥永和子                         | 日本の旗           | 67   | 女優・声優                           |
| 11月 | 5日  | 岡安肇                           | 日本の旗           | 77   | 編集技師                             |
| 11月 | 6日  | 田宮五郎                         | 日本の旗           | 47   | 俳優                                 |
| 11月 | 10日 | スティーヴ・ダッド               | オーストラリアの旗 | 86   | 俳優                                 |
| 11月 | 10日 | 高倉健                           | 日本の旗           | 83   | 俳優                                 |
| 11月 | 11日 | キャロル・アン・スージー         | アメリカ合衆国の旗 | 62   | 女優                                 |
| 11月 | 12日 | ウォーレン・クラーク             | イギリスの旗       | 67   | 俳優                                 |
| 11月 | 17日 | 納谷六朗                         | 日本の旗           | 82   | 声優                                 |
| 11月 | 19日 | ジョニー大倉                     | 日本の旗           | 62   | ミュージシャン、俳優                 |
| 11月 | 19日 | マイク・ニコルズ                 | アメリカ合衆国の旗 | 83   | 映画監督・舞台演出家                 |
| 11月 | 28日 | 菅原文太                         | 日本の旗           | 81   | 俳優                                 |
| 12月 | 2日  | ジェリー・フィッシャー           | イギリスの旗       | 88   | 撮影監督                             |
| 12月 | 5日  | マヌエル・デ・シーカ             | イタリアの旗       | 65   | 作曲家                               |
| 12月 | 5日  | 川北紘一                         | 日本の旗           | 72   | 特撮監督                             |
| 12月 | 6日  | 斎藤孝雄                         | 日本の旗           | 85   | 撮影監督                             |
| 12月 | 9日  | メアリー・アン・モブリー         | アメリカ合衆国の旗 | 77   | 女優                                 |
| 12月 | 18日 | ヴィルナ・リージ                 | イタリアの旗       | 78   | 女優                                 |
| 12月 | 18日 | 浦上靖夫                         | 日本の旗           | 71   | 音響監督                             |
| 12月 | 21日 | 夏目俊二                         | 日本の旗           | 88   | 俳優                                 |
| 12月 | 21日 | ビリー・ホワイトロー             | イギリスの旗       | 82   | 女優                                 |
| 12月 | 22日 | クリスティーン・カヴァナー       | アメリカ合衆国の旗 | 51   | 女優                                 |
| 12月 | 22日 | ジョセフ・サージェント           | アメリカ合衆国の旗 | 89   | 映画監督                             |
| 12月 | 23日 | ジェレミー・ロイド               | イギリスの旗       | 84   | 俳優                                 |
| 12月 | 24日 | バディ・デフランコ               | アメリカ合衆国の旗 | 91   | ミュージシャン                       |
| 12月 | 24日 | 中村秀利                         | 日本の旗           | 60   | 声優                                 |
| 12月 | 25日 | デヴィッド・ライオール           | イギリスの旗       | 79   | 俳優                                 |
| 12月 | 27日 | 中村紀子子                       | 日本の旗           | 91   | 声優                                 |
| 12月 | 30日 | ルイーゼ・ライナー               | ドイツの旗         | 104  | 女優                                 |
| 12月 | 30日 | 宮尾登美子                       | 日本の旗           | 88   | 小説家                               |
| 12月 | 31日 | エドワード・ハーマン             | アメリカ合衆国の旗 | 71   | 俳優                                 |